# NCT 127 (アルバム)
『NCT #127』は、2016年7月10日にDreamusから発売された韓国のアイドルグループNCT 127のデビューミニアルバム。

## 概要
- NCTのソウルを拠点とする派生ユニットNCT 127のデビューアルバム。
- 7月7日放送、Mnet『M COUNTDOWN』に出演し、タイトル曲「Fire Truck」と収録曲「Once Again」のステージを披露した[4][5]。

## ミュージックビデオ
- 2016年7月7日、タイトル曲「소방차 (Fire Truck)」のミュージックビデオを先行公開した[4]。
- ミュージックビデオは「少女の目の前に困難が立ち塞がるたびに、NCT 127のメンバーたちが救出に現れる」というストーリーである[6]。
- 主人公の少女が砂の城を作る途中に火災になりそうな時、学生時代に科学実験室で火災事故に遭いそうになった時、会社員になって機密情報が流出する危険に直面した時など人生のさまざまな危機の瞬間に駆け付けて問題を解決する[7]。
- 7月13日、タイトル曲「소방차 (Fire Truck)」のパフォーマンスビデオを公開した[6]。

## チャート成績
韓国ガオンチャートのアルバムランキングで最高位1位を獲得した。
iTunes総合アルバムチャートで全世界6地域で1位を記録した。

## 収録曲
1. 소방차（消防車）(Fire Truck) [2:59]
  - 作詞 ：TAEYONG、MARK、JAEHYUN、이스란
  - 作曲 ：LDN Noise、Tay Jasper、Ylva Dimberg
  - 編曲 ：LDN Noise

ヒップポップとトラップをベースにムーンバートンのリズム的要素を加えた、サイレンの効果音が特徴的なフュージョンジャンルのタイトル曲[4]。
歌詞には「火事が起こったら火を消しに行く消防車のように、音楽を通じて蒸し暑さとストレスに疲れた人々の目と耳をすがすがしくさせたい」というメッセージが込められている[9]。
振り付けには「火の玉」や「不死鳥」などのさまざまなモチーフが取り入れられている[10]。
2. Once Again(여름 방학)（夏休み） [3:11]
  - 作詞 ：조윤경
  - 作曲 ：Chris Wahle、Andreas Oberg

R＆Bをベースにしたレトロな雰囲気のミッドテンポポップジャンルの楽曲[5]。
3. Wake Up [2:58]
  - 作詞 ：김인형、백인경、CHO JINJOO
  - 作曲 ：LDN Noise、Tay Jasper
  - 編曲 ：LDN Noise
4. Another World [3:32]
  - 作詞 ：김민지 (Jam Factory)、이맑은슬
  - 作曲 ：Timothy 'Bos' Bullock、Adrian Mckinnon、Tay Jasper、Jamil 'Digi' Chammas、Leven Kali、MZMC
  - 編曲 ：Timothy 'Bos' Bullock、Tay Jasper

シンセプラックサウンドとトリプレットドラムで構成されたリズムが独特なフュージョンポップダンスナンバー[7]。
5. Paradise [3:28]
  - 作詞 ：1월 8일、정주희 (Jam Factory)、Realmeee
  - 作曲 ：The Colleagues、G.Bliz For Tdl, Inc.、Henry Hill、Otha 'Vakseen' Davis III
  - 編曲 ：The Colleagues、G.Bliz For Tdl, Inc.
6. Mad City [3:20]
  - 作詞 ：TAEYONG、MARK、Double Dragon
  - 作曲 ：Double Dragon、Donald Hazel Sales
  - 編曲 ：Double Dragon
7. Switch(ft.SR15B) [3:05]
  - 作詞 ：강은정、정주희 (Jam Factory)
  - 作曲 ：LDN Noise、Tay Jasper、Rosina 'Soaky' Russell、Trey Campbell
  - 編曲 ：LDN Noise

SMルーキーズのテーマ曲[7]。